# Военная академия противовоздушной обороны Сухопутных войск имени Василевского
Военная академия противовоздушной обороны Сухопутных войск имени Маршала Советского Союза Василевского А.М. — военное высшее учебное заведение СССР, было основано в 1974 г. в г. Киеве (Воздухофлотский проспект, 28) как Филиал ПВО Сухопутных войск Военной артиллерийской академии им. М. И. Калинина.

## История
- 1974—1977 рр. — офицеров для войсковой ПВО готовил филиал ПВО Сухопутных войск Военной артиллерийской академии им. М. И. Калинина[1]
- 20 июня 1977 года на базе факультета была создана Военная академия ПВО Сухопутных войск.[2]
- С февраля 1978 года по 1980 год — Военная академия ПВО Сухопутных войск имени Маршала Советского Союза Василевского А. М.
- 1980—1986 гг. — Военная академия войсковой ПВО имени Маршала Советского Союза Василевского А. М.
- Приказом Министра обороны СССР № 0020 от 1986 г. переименована в Военную академию противовоздушной обороны Сухопутных войск имени Маршала Советского Союза Василевского А. М.
- В июне 1992 года в связи с переходом академии под юрисдикцию Украины, академия провела 100-й, последний, выпуск слушателей и прекратила своё существование как Военная академия ПВО Сухопутных войск имени Маршала Советского Союза Василевского А. М. в 1993 г.

## Подразделения

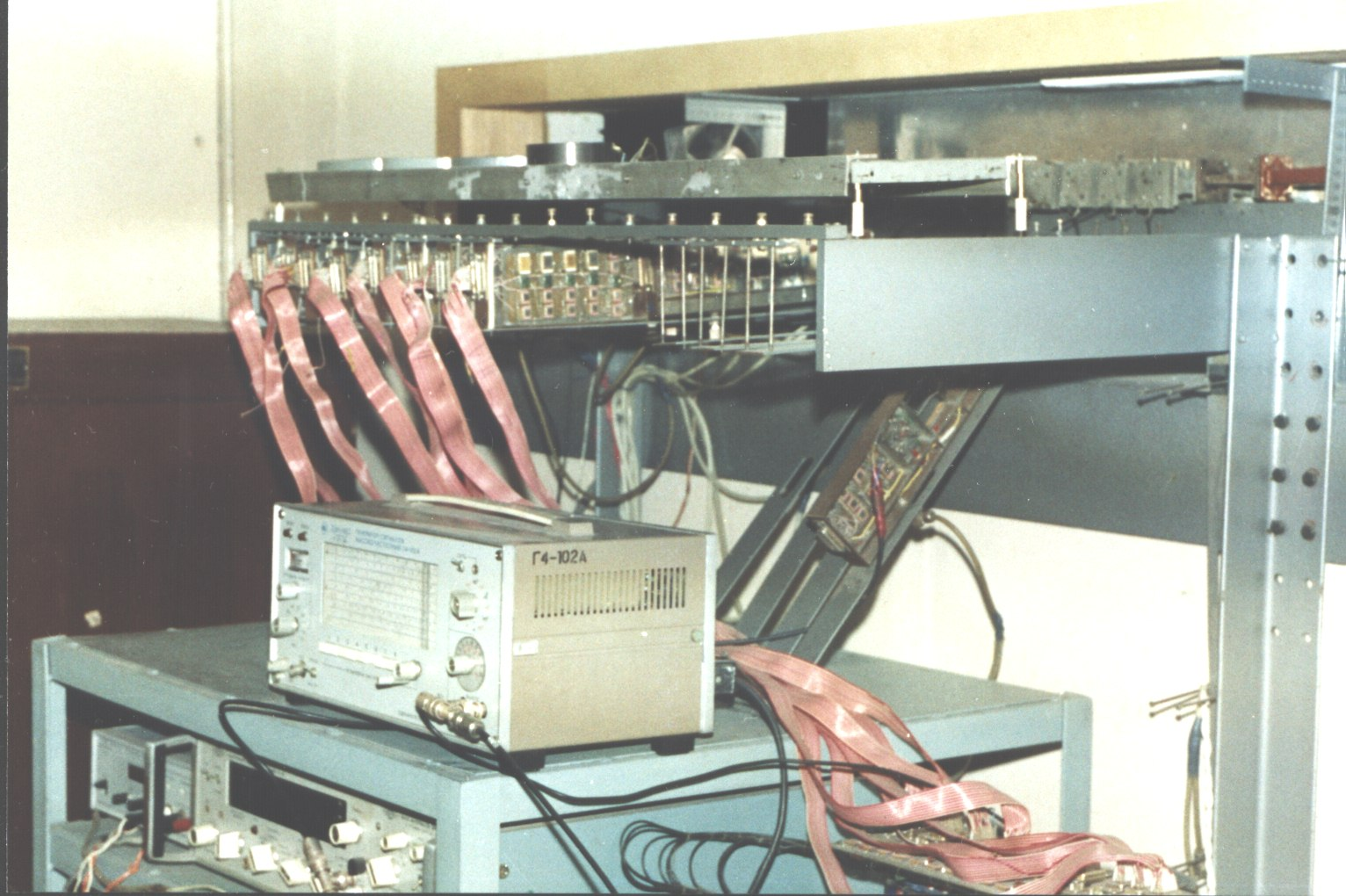
Экспериментальный образец 8-канальной ЦАР

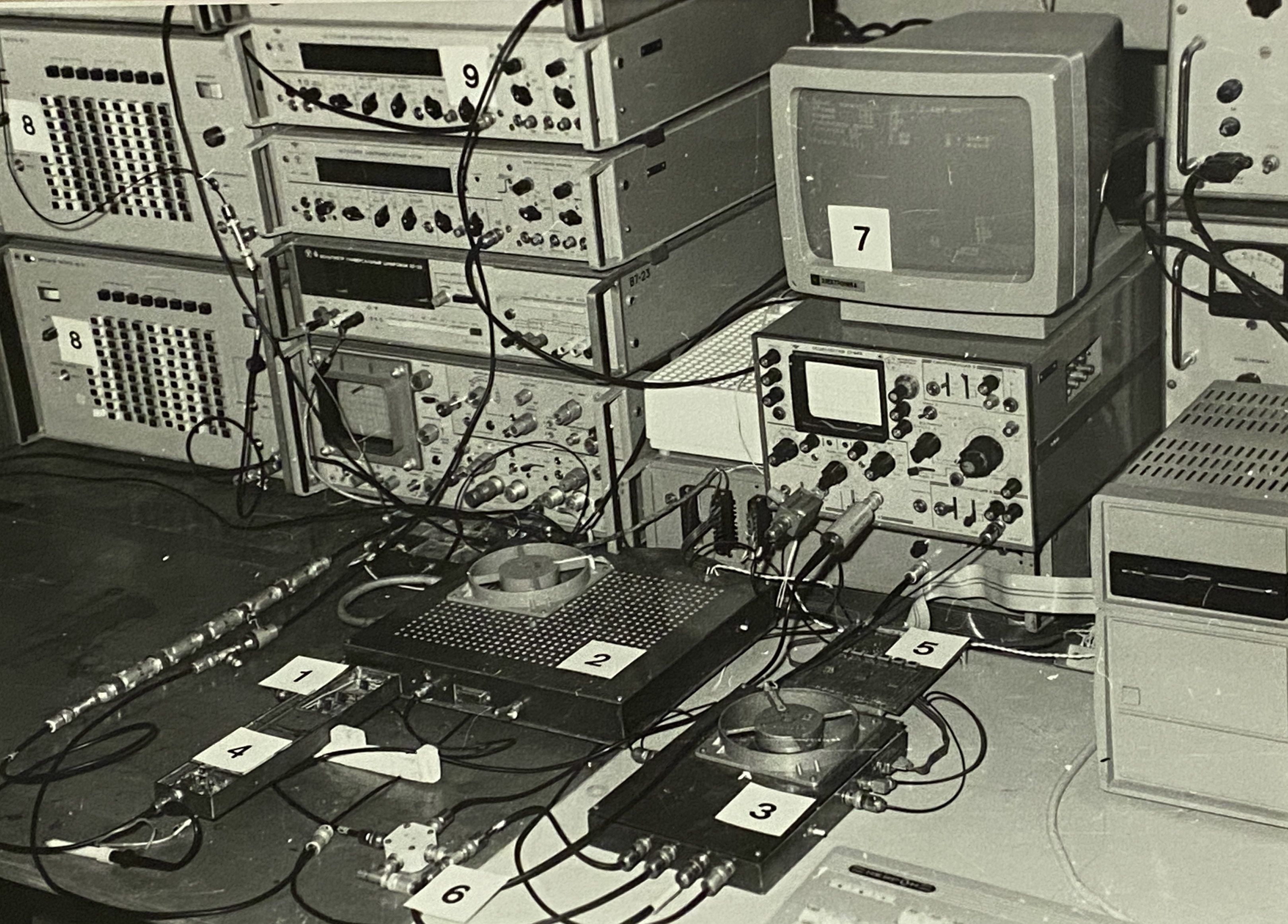
Экспериментальный стенд ПНИЛ для исследования методов сверхразрешения сигналов

### Проблемная научно-исследовательская лаборатория
Главным предназначением проблемной научно-исследовательской лаборатории (ПНИЛ) было проведение научно-исследовательских и опытно-конструкторских работ, направленных на развитие и внедрение технологий цифровых антенных решёток.
В 1989 г. сотрудниками ПНИЛ было завершено разработку экспериментального образца 8-канальной цифровой антенной решётки, на котором проводились научные исследования в период с 1989 по 1999 годы.

### Учебно-тренировочный комплекс
С 1980 года в учебный процесс академии была внедрена ЭВМ ЕС-1030, на которой проводилось решение оперативно-тактических и научных задач, в том числе в интересах проблемной научно-исследовательской лаборатории. В 1986 г. на базе вычислительной лаборатории была развёрнута ЭВМ ЕС-1045.

### Дивизион обеспечения учебного процесса (ДОУП)
ДОУП — воинская часть, оуществлявшая эксплуатацию образцов боевой техники, в том числе зенитно-ракетных комплексов Бук, С-300В, на которых проводились занятия со слушателями на базе бокс-лаборатории и учебного центра.

### Учебный центр
Являлся местом проведения лагерного периода обучения и полевых занятий со слушателями. Включал административное здание, офицерскую столовую, парк специальной техники, систему водоснабжения и связи, палаточный городок .

## Начальники академии
- 1974—1977 — Краскевич, Евгений Михайлович, начальник филиала ПВО СВ ВАА ии. М. И. Калинина, генерал-лейтенант артиллерии
- 1977—1983 — Кожевников, Александр Иванович, генерал-полковник артиллерии
- 1983—1986 — Гончаров, Леонид Михайлович, генерал-полковник артиллерии
- 1986—1991 — Духов, Борис Иннокентьевич, генерал-полковник

## Учёные
- См. Категория:Учёные:Военная академия противовоздушной обороны Сухопутных войск имени Василевского

## Преподаватели
- См. Категория:Преподаватели:Военная академия противовоздушной обороны Сухопутных войск имени Василевского

## Выпускники
- См. Категория:Выпускники:Военная академия противовоздушной обороны Сухопутных войск имени Василевского

## Награды
- Боевой орден ГДР «За заслуги перед народом и Отечеством» в золоте (1980)
- Орден ПНР «Орден Заслуг перед Польской Народной Республикой (Командор со звездой)» (1980)
- Медаль ЧССР Медаль «За заслуги перед Чехословацкой народной армией» І степени (1980)

## Галерея

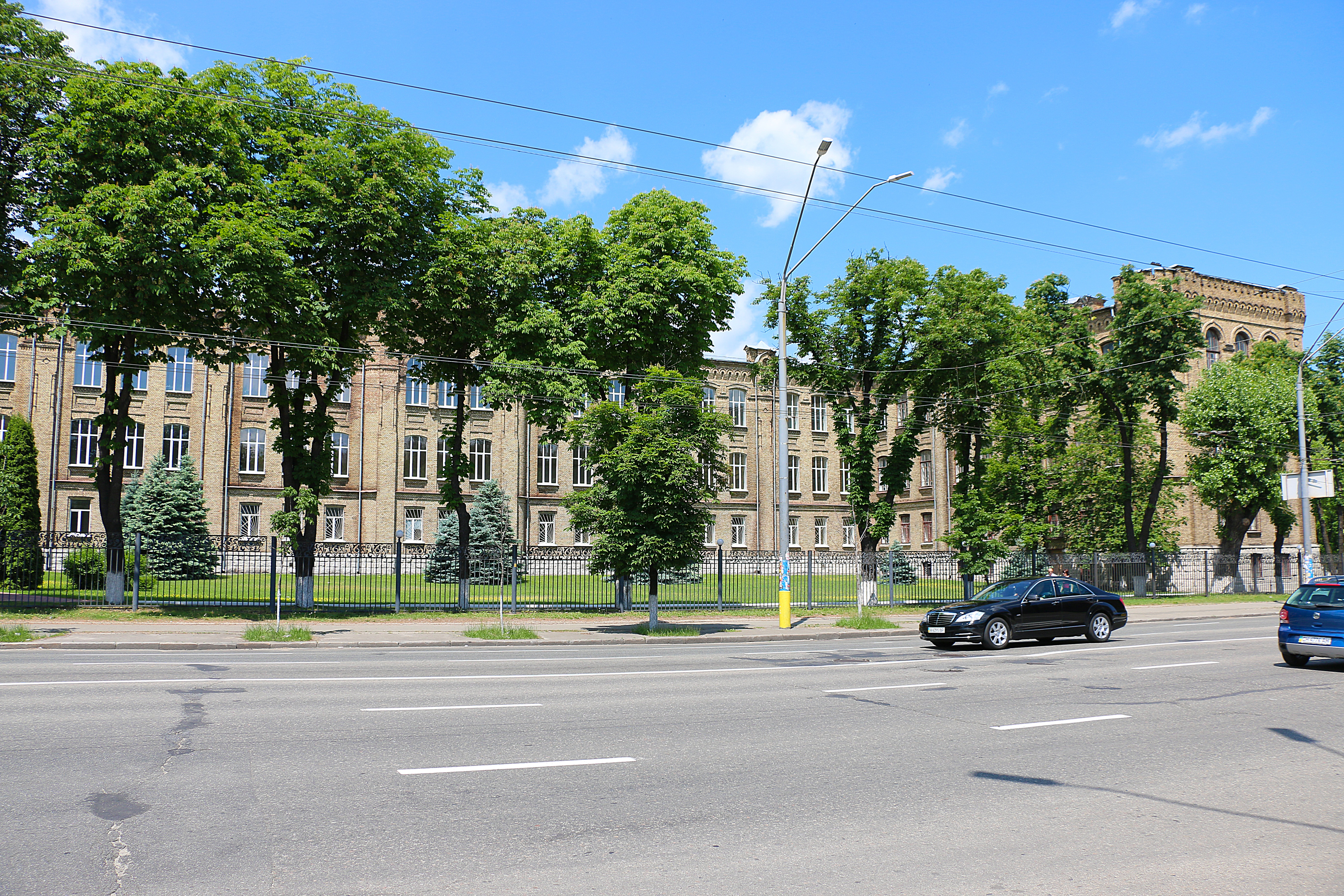
Корпус академии
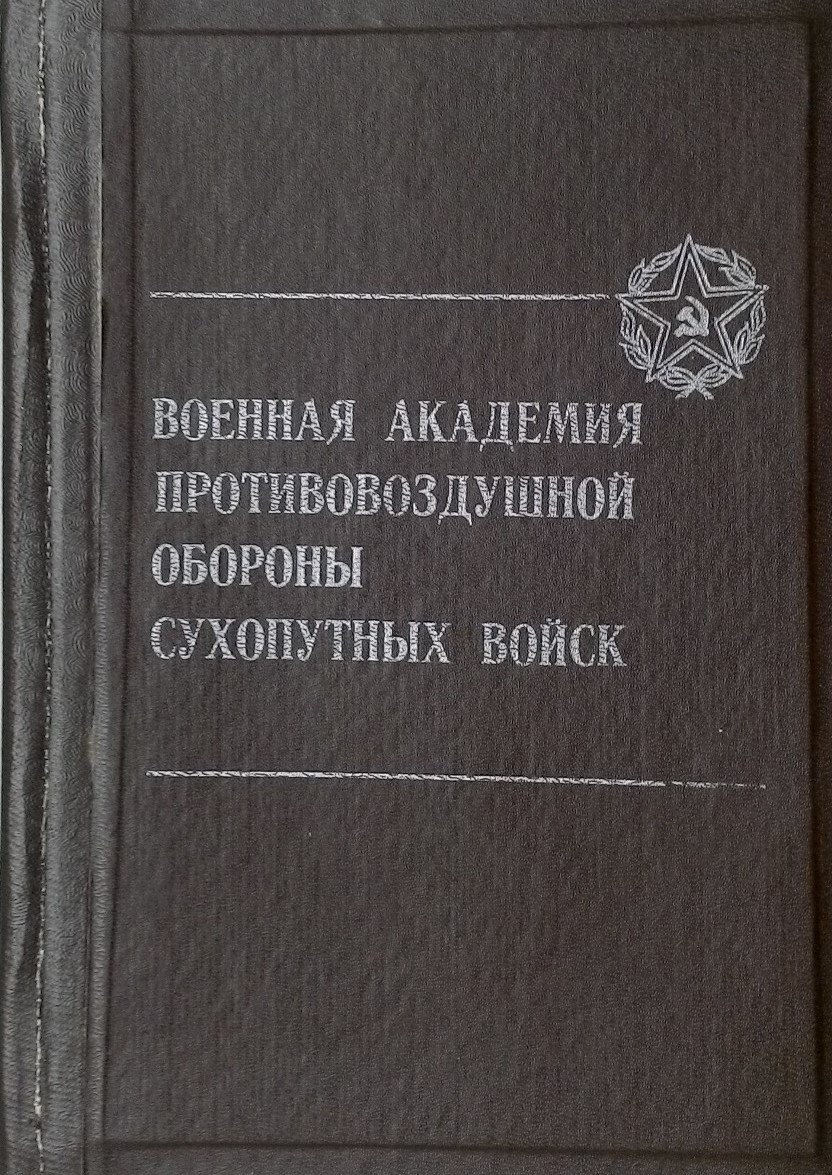